# فهرست آثار ملی شهرستان شهرضا
شهرستان شهرضا یکی از شهرستان‌های استان اصفهان  است. مرکز این شهرستان، شهرضا است.
۴۷ اثر از این شهرستان ثبت ملی شده است.

## آثار ثبت‌شده
| ردیف | نام اثر                             | نگاره | دیرینگی                   | موقعیت | شمارهٔ ثبت | تاریخ ثبت  | منبع  |
| ---- | ----------------------------------- | ----- | ------------------------- | --- | --------- | ---------- | ----- |
| ۱    | امامزاده شاه‌رضا                     |       | صفویه                     | شهررضا ۳۲°۲′۱٫۵″ شمالی ۵۱°۵۲′۳۸٫۵″ شرقی / ۳۲٫۰۳۳۷۵۰°شمالی ۵۱٫۸۷۷۳۶۱°شرقی                                   | ۱۳۰       | ۱۳۱۰/۱۰/۱۵ | [ ۱ ] |
| ۲    | کاروانسرای مهیار                    |       | صفویه                     | بخش مرکزی، دهستان مهیار، ۴ ک، ج اصفهان ۳۲°۱۵′۵۳٫۸″ شمالی ۵۱°۴۸′۳۵٫۳″ شرقی / ۳۲٫۲۶۴۹۴۴°شمالی ۵۱٫۸۰۹۸۰۶°شرقی | ۳۵۴       | ۱۳۲۱/۰۳/۲۰ | [ ۲ ] |
| ۳    | بقعه شاهزاده محمد و ابراهیم         |       | مغول - صفویه              | ۱۵ کیلومتری جنوب شهرضا                                                                                     | ۷۵۰       | ۱۳۴۶/۰۱/۲۳ |       |
| ۴    | کاروان‌سرای امین‌آباد                 |       | صفویه                     | ۴۱ کیلومتری جاده قمشه به شیراز                                                                             | ۸۸۴       | ۱۳۴۸/۱۰/۰۱ |       |
| ۵    | مسجد جامع پوده                      |       | اواخرافشاریه - زندیه      | ۲۸ کیلومتری شمال شرقی شهرضا دهستان پوده                                                                    | ۸۹۴       | ۱۳۴۸/۱۰/۰۱ |       |
| ۶    | مسجد نو قمشه                        |       | صفویه                     | خیابان حکیم فرزانه                                                                                         | ۱۷۷۶      | ۱۳۷۵/۰۹/۱۲ |       |
| ۷    | مسجد حاج‌هادی قمشه ای                |       | قرن ۹ ق                   | شهرضاخ، حکیم الهی، میدان جدیدحکیم الهی                                                                     | ۲۶۶۶      | ۱۳۷۸/۱۲/۲۵ |       |
| ۸    | کارخانه نوین شهررضا                 |       | پهلوی اول                 | شهرستان شهرضا، میدان شهدا، خیابان شهید بهشتی بطرف میدان حر                                                 | ۶۵۳۹      | ۱۳۸۱/۰۷/۰۷ |       |
| ۹    | خانه آیت الله مدرس                  |       | اواخر قاجار               | ۱۱ کیلومتری شمال خاوری شهرستان شهرضا، روستای اسفد                                                          | ۹۲۸۷      | ۱۳۸۲/۰۵/۰۷ |       |
| ۱۰   | چهار سوق بزرگ بازار شهرضا           |       | اوایل قاجار               | شهرضا، بازار شهرضا، چهارسوق بزرگ                                                                           | ۱۰۲۳۹     | ۱۳۸۲/۰۶/۲۳ |       |
| ۱۱   | تیمچه روباز                         |       | اوایل قاجار               | شهرضا، راسته بازار مرکزی، کنار سرای شاه منصوری                                                             | ۱۰۲۴۰     | ۱۳۸۲/۰۶/۲۳ |       |
| ۱۲   | تیمچه سرپوشیده (سلیم)               |       | اوایل قاجار               | شهرضا، راسته بازار مرکزی، بین چهارسوق بزرگ و راسته بازار میان مسجد جامع و تیمچه حاج محمد تقی               | ۱۰۲۴۱     | ۱۳۸۲/۰۶/۲۳ |       |
| ۱۳   | کاروان‌سرای شاه منصوری               |       | قاجاریه                   | شهرضا، بازار شهرضا، نزدیکی چهارسوق بزرگ، مجاور تیمچه روباز                                                 | ۱۰۲۴۲     | ۱۳۸۲/۰۶/۲۳ |       |
| ۱۴   | حمام بازار شهرضا                    |       | اوایل قاجار               | شهرضا، مرکز بازار شهرضا، حد فاصل راسته بازار مرکزی و خیاابن شهید منتظری                                    | ۱۰۲۴۳     | ۱۳۸۲/۰۶/۲۳ |       |
| ۱۵   | تیمچه حاج محمد تقی                  |       | اوایل قاجار               | شهرضا، بازار شهرضا، انتهای راسته بازار، مقابل مسجد جامع                                                    | ۱۰۲۴۴     | ۱۳۸۲/۰۶/۲۳ |       |
| ۱۶   | مسجد بازار شهرضا                    |       | قاجاریه                   | شهرضا، بازار شهرضا، راسته بازار مرکزی، جنب حمام بازار                                                      | ۱۰۲۴۵     | ۱۳۸۲/۰۶/۲۳ |       |
| ۱۷   | حسینیه و مدرسه سادات                |       | اوایل قاجار               | شهرضا، خیابان گلستان، انتهای شرقی بازار                                                                    | ۱۰۲۴۶     | ۱۳۸۲/۰۶/۲۳ |       |
| ۱۸   | سرای توکلی                          |       | اوایل پهلوی               | شهرضا، انتهای شمال شرقی بازار شهرضا، نزدیک خیابان شهید محمد منتظری                                         | ۱۱۵۹۲     | ۱۳۸۳/۱۲/۲۴ |       |
| ۱۹   | سرای سلیمان                         |       | اواخر قاجار اوایل پهلوی   | شهرضا، جنوب شرقی بازار شهرضا، در امتداد بازار مسگرها                                                       | ۱۱۵۹۴     | ۱۳۸۳/۱۲/۲۴ |       |
| ۲۰   | مسجد جامع شهر رضا                   |       | سلجوقیان                  | شهرضا، مسجد جامع بازار، میدان تاسوعا، ورودی بازار                                                          | ۱۲۱۱۴     | ۱۳۸۴/۰۴/۳۰ |       |
| ۲۱   | مسجد حاج حسن                        |       | قاجاریه                   | شهرضا، انتهای جنوب غربی بازار                                                                              | ۱۲۳۱۷     | ۱۳۸۴/۰۵/۱۱ |       |
| ۲۲   | مسجد صاحب الزمان                    |       | قاجاریه                   | شهرستان شهر رضا، خ شهید محمد منتظری، سمت شمال شرقی، بازار شهر رضا                                          | ۱۲۹۶۳     | ۱۳۸۴/۰۵/۱۹ |       |
| ۲۳   | مسجد عبد المیر                      |       | قاجاریه                   | شهرستان شهررضا، میدان مولوی، کوچه حمیدی                                                                    | ۱۲۹۶۴     | ۱۳۸۴/۰۵/۱۹ |       |
| ۲۴   | مسجد خان شهرضا                      |       | قاجار                     | شهرضا، میدان خیام، کوچه سادات، نبش کوچه باجی و کوچه کمالی                                                  | ۱۳۶۲۷     | ۱۳۸۴/۰۸/۱۵ |       |
| ۲۵   | خانه بی‌طرف                          |       | پهلوی اول                 | شهرضا، میدان تاسوعا، خ صاحب الزمان                                                                         | ۱۴۴۲۸     | ۱۳۸۴/۱۲/۱۶ |       |
| ۲۶   | خانه گیوی                           |       | اواخر قاجار               | شهرضا، خیابان شهید بهشتی، کوچه کمال و نزدیک مسجد خان                                                       | ۱۴۴۵۸     | ۱۳۸۴/۱۲/۱۶ |       |
| ۲۷   | خانه میربد                          |       | پهلوی                     | شهرضا، خ ابوذر، کوچه عابدی                                                                                 | ۱۴۴۵۹     | ۱۳۸۴/۱۲/۱۶ |       |
| ۲۸   | خانه نوذر                           |       | قاجار                     | شهرضا، خ ابوذر، کوچه عابدی                                                                                 | ۱۴۴۶۰     | ۱۳۸۴/۱۲/۱۶ |       |
| ۲۹   | خانه فاتحی                          |       | قاجاری - پهلوی            | شهرضا، خ شهید بهشتی                                                                                        | ۱۴۴۶۱     | ۱۳۸۴/۱۲/۱۶ |       |
| ۳۰   | برج کبوتر عمروآباد                  |       | قاجاریه                   | شهرستان شهررضا، بخش مرکزی، شهر منظریه، محله عمروآباد                                                       | ۱۷۴۷۱     | ۱۳۸۵/۱۲/۰۶ |       |
| ۳۱   | مسجد بابوکان                        |       | قاجاریه                   | شهرستان شهررضا، بخش مرکزی، شهر منظریه، محله بابوکان                                                        | ۱۷۴۷۲     | ۱۳۸۵/۱۲/۰۶ |       |
| ۳۲   | برج کبوتر رودخانه اسفه سالار منظریه |       | قاجاریه                   | شهرستان شهرضا، بخش مرکزی، شهر منظریه، محله اسفه سالار، در جوار رودخانه                                     | ۱۹۲۲۱     | ۱۳۸۶/۰۳/۱۳ |       |
| ۳۳   | برج کبوتر اسفه سالار منظریه         |       | قاجاریه                   | شهرستان شهرضا، بخش مرکزی، شهر منظریه، محله اسفه سالار، پشت مسجد امیرالمؤمنین                               | ۱۹۲۲۷     | ۱۳۸۶/۰۳/۱۳ |       |
| ۳۴   | مسجد وشاره                          |       | قاجار                     | شهرستان شهرضا، بخش مرکزی، دهستان منظریه، روستای وشاره، محله قدیمی روستا                                    | ۱۹۸۶۶     | ۱۳۸۶/۰۸/۲۲ |       |
| ۳۵   | مسجد جامع هونجان                    |       | قاجاریه                   | شهرستان شهررضا، بخش مرکزی، دهستان اسفرجان، روستای هونجان، محله قدیم هونجان                                 | ۱۹۸۷۵     | ۱۳۸۶/۰۸/۲۲ |       |
| ۳۶   | خانه متقی                           |       | پهلوی                     | شهر شهرضا، خیابان صاحب الزمان، جنب حامه سرای امین                                                          | ۲۰۰۰۷     | ۱۳۸۶/۰۸/۲۲ |       |
| ۳۷   | خانه اسفرجانی                       |       | اواخر قاجار - اوایل پهلوی | شهرستان شهرضا، بخش مرکزی، دهستان اسفرجان، روستای اسفرجان                                                   | ۲۰۰۰۹     | ۱۳۸۶/۰۸/۲۲ |       |
| ۳۸   | خانه احتشامی                        |       | صفوی                      | شهرستان شهرضا، بخش مرکزی، دهستان اسفرجان، روستای هونجان، محله نوکند، جنب دفتر مخابرات روستا                | ۲۰۰۱۷     | ۱۳۸۶/۰۸/۲۲ |       |
| ۳۹   | خانه مشکی                           |       | پهلوی                     | شهر شهرضا، خیابان شهید بهشتی، بعد از چهارراه شهرداری، بطرف فلکه مرکزی                                      | ۲۰۰۲۱     | ۱۳۸۶/۰۸/۲۲ |       |
| ۴۰   | خانه موسائی                         |       | قاجاریه                   | شهرضا، خیابان شهید بهشتی، کوچه کمال، در مجاورت خانه گیوی                                                   | ۲۰۰۲۶     | ۱۳۸۶/۰۸/۲۲ |       |
| ۴۱   | عصارخانه بی‌طرف                      |       | صفوی                      | شهر شهرضا، خ صاحب الزمان، امتداد خ حکیم الهی، نرسیده به مسجد نو                                            | ۲۰۲۸۶     | ۱۳۸۶/۰۸/۲۷ |       |
| ۴۲   | برج کبوتر بوان                      |       | قاجاریه                   | شهرستان شهررضا، بخش مرکزی، دهستان منظریه، روستای بوان                                                      | ۲۱۸۱۷     | ۱۳۸۶/۱۲/۲۶ |       |
| ۴۳   | مسجد آقا امین                       |       | قاجاریه                   | شهر شهررضا، خیابان ولی عصر شمالی، خیابان عسگری، کوچه کمال                                                  | ۲۱۸۲۱     | ۱۳۸۶/۱۲/۲۶ |       |
| ۴۴   | مسجد جامع اسفه                      |       | قاجاریه                   | شهرستان شهررضا، بخش مرکزی، دهستان کهرویه، روستای اسفه، خیابان اصلی روستا                                   | ۲۱۸۲۵     | ۱۳۸۶/۱۲/۲۶ |       |
| ۴۵   | مسجد جامع امین‌آباد                  |       | صفویه                     | شهرستان شهررضا، بخش مرکزی، دهستان اسفرجان، روستای امین آباد، خیابان طالقانی                                | ۲۱۸۲۶     | ۱۳۸۶/۱۲/۲۶ |       |
| ۴۶   | حمام امین‌آباد                       |       | صفویه                     | شهرستان شهرضا، بخش مرکزی، دهستان اسفرجان، روستای امین آباد، خیابان طالقانی، ورودی محله قدیم روستا          | ۲۱۸۲۹     | ۱۳۸۶/۱۲/۲۶ |       |
| ۴۷   | مسجد جامع زیارتگاه                  |       | قاجاریه                   | شهرستان شهررضا، بخش مرکز ی، دهستان منظریه، روستای زیارتگاه، کنار امامزاده                                  | ۲۱۸۳۲     | ۱۳۸۶/۱۲/۲۶ |       |